# Тоалетна хартия
Тоалетна хартия е вид хартия, навита на руло, предназначена за използване от хората след дефекация или уриниране. След употребата тя се изхвърля в тоалетната чиния (или в коша за боклук). За да не се случи задръстване, обикновено тоалетната хартия се изработва от специален материал, който се разтваря бързо във водата. Установено е, че за първи път тоалетната хартия се е ползвала в Китай през 589 година. В древността гърците са ползвали камъни и парчета глина, докато римляните са си служили със специална пръчица, на чийто край била поставена гъба, уголемяваща се в солена вода. Хартията е изобретение, което се появява на бял свят през II век пр.н.е. и идва от Китай. Именно от там произлизат и първите сведения за използването на тоалетна хартия.
За първи път тя е въведена през 1391 г., за да задоволява нуждите на китайските императори. Специално за император Хуну и неговото семейство са били произведени 15 000 меки и ароматизирани листа хартия с размер 60 на 90 см. По същото време хората в Европа са използвали слама, сено, трева или стари парцали.
Първите заселници в Америка пък са си служили с листата на царевицата, а впоследствие днешният вестник се е превръщал в утрешната тоалетна хартия. Така например всяко издание на американския алманах Old Farmer’s Almanac, съществуващ от 1792 г. насам, е имал специална дупка, позволяваща окачването му в санитарно помещение, за да може да бъде използван като тоалетна хартия.
1857 е годината, в която нюйоркският предприемач Джозеф Гайети въвежда първата пакетирана тоалетна хартия, която нарекъл „терапевтична хартия“. В един пакет имало 500 листа на цена 50 цента. Гайети бил толкова горд с изобретението си, че на всеки лист стояло неговото име.
1871 Патентът за тоалетната хартия, такава каквато я познаваме днес, е издаден на 25 юли и принадлежи на американеца Сет Уилър.
1872 Създадена е хартиена фабрика Кимбърли-Кларк (Kimberly-Clark). Днес тя е една от най-големите компании, създаващи продукти за лична хигиена предимно от хартия.
Около 1880 Въпросът кой за пръв път е започнал да навива тоалетната хартия на рула е спорен. Според някои източници пръв е бил Сет Уилър и компанията му Albany Perforated Wrapping (A.P.W.) Paper Company през 1877 г., а според други е била компанията за хартия Scott Paper Co. през 1880 г. Последната се е срамувала от продукта си и не е поставяла името си върху него.
1925 Компанията за хартия Scott Paper Co. е обявена за водеща в света.
1928 Първата фабрика за производство на тоалетна хартия в Европа. Основана е от немския предприемач Ханс Кленк в град Людвигсбург.
1932 Въведена е познатата ни и до днес опаковка, съдържаща 4 рула тоалетна хартия.
1942 Във фабрика за хартия във Великобритания се произвежда първата двупластова тоалетна хартия.
1973 Първият недостиг на тоалетна хартия е бил в Америка, след като на 19 декември телевизионният водещ на популярното „Вечерно шоу“ Джони Карсън, се пошегувал, че тоалетната хартия ще изчезне от супермаркетите. На следващия ден сутринта 20 млн. души, които гледали предаването, се втурнали в магазините и на практика изкупили всичката тоалетна хартия. Отнело цели 3 седмици този ценен продукт отново да се появи по рафтовете на супермаркетите.
1991 Американската армия използвала тоалетна хартия, за да маскира свой танк в Саудитска Арабия по време на войната в Персийския залив.
1995 Сливане на компаниите Кимбърли – Кларк с компанията за хартия Scott Paper Co.
1999 Създаден е виртуален музей на тоалетната хартия.
2001 За пръв път е била въведена навлажнена тоалетна хартия в Америка от Кимбърли – Кларк.
2001 Създадена е енциклопедия на тоалетната хартия, като част от уебсайта www.ToiletPaperWorld.com. Един от създателите на този уебсайт пръв започва продажбата на тоалетна хартия по интернет.
Проучване, направено от Кимбърли-Кларк, сочи, че 61% от хората използват тоалетната хартия и за забърсване на носа, 17% пък почистват с нея, ако разлеят нещо, а процентът на жените, които си махат грима с тоалетна хартия е 8. Тоалетната хартия намира приложение и при 7% от хората, които бършат огледалата си с нея, докато 3% я използват за да почистят ръцете/лицето на своето дете. Това средство за хигиена е популярно още и при покриване на тоалетната чиния и при почистване на очила.
Както и с повечето неща в живота, които често не оценяваме, докато не останем без тях, сещаме се колко е ценна тоалетната хартия, едва когато забележим, че такава липсва. В голяма част от света, рулата с меката хартия са все още лукс, като по-малко от 30 % от хората ги използват.
Тоалетната хартия не е често тема на разговор, а за някои е дори срамно да се обсъжда, но несъмнено тя е удобно средство за поддържане на хигиена. Фактът, че според проучване, 49 % от анкетираните биха взели руло тоалетна хартия със себе си (освен храна), ако попаднат на самотен остров, говори сам по себе си.
Тоалетната хартия е мека, попива лесно течностите и идва в различни цветове (най-често бяла). Съществува еднопластова и двупластова, като през 2008 година е изобретена трипластовата.